# كاثي فلمنج
كاثي فلمنج (بالإنجليزية: Kathy Fleming)‏ هي منافسة ألعاب القوى أمريكية، ولدت في 25 ديسمبر 1967.

## وصلات خارجية
- كاثي فلمنج على موقع الاتحاد الدولي لألعاب القوى (الإنجليزية)